# Samuel Mbairabé Tibingar
Samuel Mbairabé Tibingar (né le 27 juillet 1972 à Sarh) est un évêque catholique tchadien, évêque de Koumra (en) depuis 2023.

## Biographie
Samuel Mbairabé Tibingar est né à Sarh dans le sud du Tchad. Il fait des études secondaires, puis il intègre le grand séminaire Saint Luc de Bakara de N'Djaména où il  fait des études de 1997 à 2004. Il est ordonné prêtre le 26 novembre 2005 et incardiné dans l'archidiocèse de N'Djaména.
Après son ordination, il commence son sacerdoce en tant que vicaire à la cathédrale Notre-Dame de N'Djaména entre 2005 et 2006. Il occupe la fonction de curé de la paroisse Saint Paul Kabalaye de N'Djaména de 2006 à 2007.
À partir de 2007, il part étudier à Rome. Il obtient en 2011 une licence en écriture sacrée de l'Institut biblique pontifical de Rome. Entre 2011 et 2016, il obtient un doctorat de la faculté de théologie de l'Italie centrale à Florence.
De retour au Tchad, il s'investit dans la formation des séminaristes. Il devient formateur au grand séminaire de Sarh, avant d'en être nommé recteur en 2017. En 2021, il est appelé à assumer la fonction de vicaire général de l'archidiocèse de N'Djaména avant d'être nommé évêque.

### Épiscopat
Le 12 août 2023, le pape François le nomme premier évêque du diocèse de Koumra,, créé à la même date,. L'archevêque de N'Djaména, Edmond Djitangar, lui donne l'ordination épiscopale le 11 novembre de la même année dans l'enceinte de l'Université Saint Charles Lwanga de Koumra. Les co-consécrateurs sont le nonce apostolique au Tchad, Giuseppe Laterza, et l'évêque de Sarh, Miguel Ángel Sebastián Martínez.